# Francisco Javier Muñiz
Francisco Javier Muñiz (San Isidro, provincia de Buenos Aires, 21 de diciembre de 1795 - Buenos Aires, 8 de abril de 1871) fue un médico y científico argentino, destacado por su actividad médica y por sus investigaciones epidemiológicas, zoológicas y paleontológicas. Es considerado el primer naturalista argentino.

## Sus inicios
Al producirse las invasiones inglesas, se enroló en el batallón de Andaluces como cadete (tenía solo 12 años), combatiendo en la defensa de Buenos Aires en 1807, en la que resultó herido.
Estudió en el Instituto Médico Militar, fundado por el doctor Cosme Argerich para formar cirujanos para el ejército. Se graduó de médico en 1822, cuando el Instituto ya formaba parte de la Universidad de Buenos Aires, creada el año anterior. Obtendría el doctorado en 1844.
Tras un corto tiempo en que figuró como cirujano militar en Carmen de Patagones, adonde parece que nunca viajó, desde enero de 1825 fue cirujano de la Guardia de Chascomús, donde organizó el primer hospital de campaña.

## La Guerra del Brasil y la vacuna

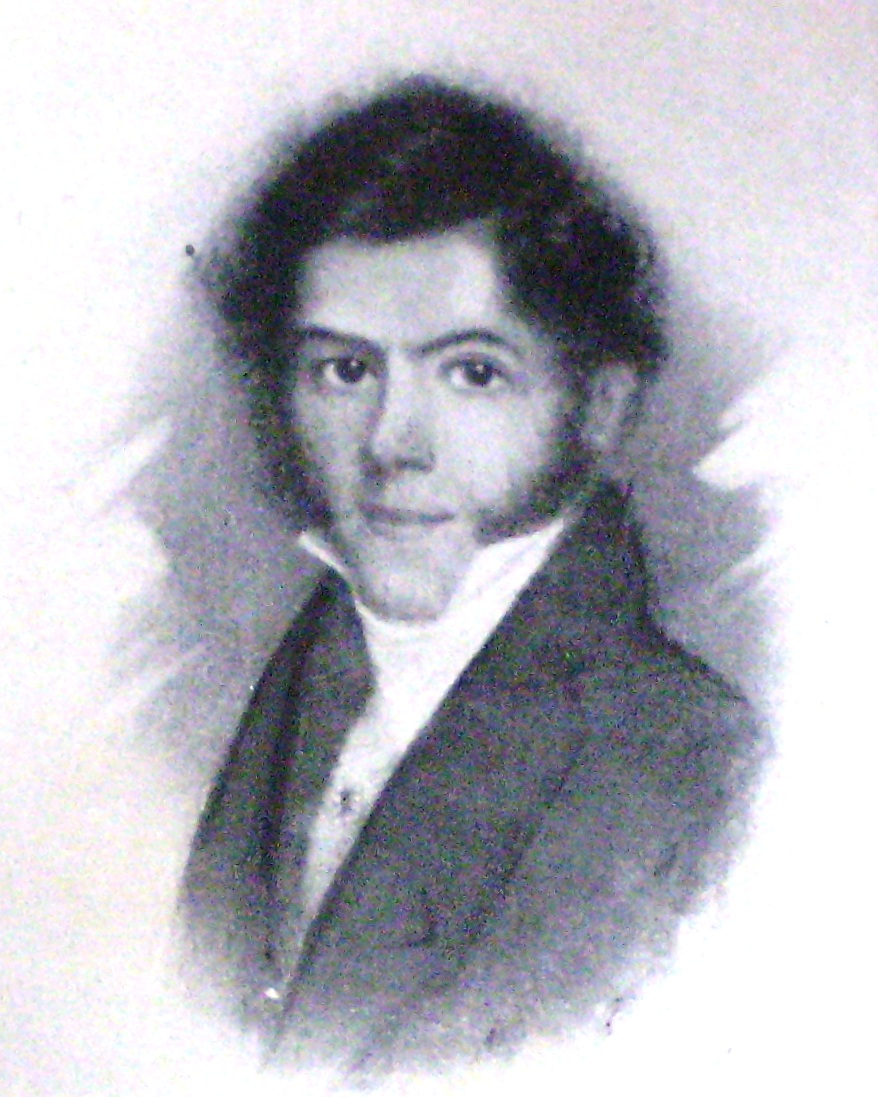
Francisco Javier Muñiz, en su juventud.

Cuando en 1826 estalló la Guerra del Brasil, fue nombrado médico y cirujano principal del Ejército, con el grado de teniente coronel. Tuvo a su cargo durante toda la campaña un importante servicio de hospitales y ambulancias, equipado con 32 carros cubiertos, y prestó especialmente servicios en la campaña que culminó en la batalla de Ituzaingó.
En 1828 regresó a Luján y fue el Administrador de la vacuna antivariólica en el partido de Luján. La aplicó a gran número de los pobladores de su jurisdicción, y salvó la vida de centenares de personas. En ese entonces, la vacuna se transmitía de brazo en brazo.
Durante el segundo gobierno de Juan Manuel de Rosas fue nombrado médico de Policía, para vigilar la sanidad de la población y de sus animales - no existían los veterinarios - y controlar el ejercicio de la medicina y sancionar el curanderismo. En 1836 combatió una epidemia de escarlatina. Sobre la base de esa experiencia, en 1844 publicó en el periódico La Gaceta de Buenos Aires su "Descripción y curación de la fiebre escarlatina"; fue editado más tarde en un folleto de ochenta páginas. También produjo trabajos sobre vacunas, sobre cirugía y medicina legal.
En 1844, la ciudad de Buenos Aires quedó desprovista de la vacuna antivariólica, debido al bloqueo anglofrancés. El gobernador Rosas pidió alguna solución a Muñiz. Éste se trasladó a Buenos Aires con una hija de pocos meses recién vacunada, con cuya linfa pudieron ser inoculadas varias personas, con lo que se pudo restablecer el circuito de vacunaciones en la ciudad.

## Actividad como naturalista y paleontólogo
Estando en Chascomús, en 1825, se dedicó a la observación de la naturaleza, investigando la flora y fauna locales. Siguiendo la experiencia de un sacerdote del siglo anterior, que había recogido restos de fauna extinta en las barrancas del río Luján, hizo extensas excavaciones en el mismo río.
En 1825 recogió restos de un gliptodonte; pero, por falta de experiencia, no publicó el hallazgo. Años después, Alcide d'Orbigny volvió a encontrar restos de este mamífero extinto, y fue considerado su descubridor.
Cuando en 1828 volvió a Luján, Muñiz era ya un experto naturalista, y siguió sus investigaciones paleontológicas en su tiempo libre, extrayendo de las barrancas del río una extraordinaria serie de fósiles. Por sus propios medios, Muñiz exhumó restos de varias especies animales extinguidas, unas ya conocidas y otras descubiertas por primera vez; las reconstruyó y estudió con cuidado, comenzando así esta ciencia en el país. Entre sus hallazgos figuran mastodontes, megaterios, gliptodontes, caballos y tigres fósiles. Sus trabajos sobre Paleontología Argentina fueron compilados por Domingo Faustino Sarmiento en 1885.
En 1833 el naturalista británico Charles Darwin pasó por Luján en su viaje a través del territorio argentino; y, aunque Muñiz residía en Luján, no se conocieron personalmente. Sin embargo, más tarde, Darwin le envió desde Gran Bretaña un cuestionario sobre la variedad bovina llamada vaca ñata, relativamente frecuente en el territorio ocupado por los indígenas pampas, y poco frecuente entre los gauchos, según había observado en su viaje a la Argentina. Sobre la base de sus muy detalladas respuestas, estableció un vínculo epistolar importante con el científico inglés. Tan es así, que sus respuestas fueron utilizadas en la segunda edición del libro El Viaje, y en el Origen de las especies de 1859.
En 1841 le regaló su colección paleontológica al general Rosas: once cajones acompañados por una nómina de los fósiles (Florentino Ameghino diría más tarde que no se las regaló, que en realidad el gobernador lo obligó a donarlas). Rosas no las valoró en su significado, y se las obsequió al almirante francés Dupotet. Muñiz siguió trabajando y reunió una colección de fósiles más grande aún, que donó en 1857 al museo de Buenos Aires.
En 1844 logró su descubrimiento en paleontología más importante: el Tigre fósil, al que denominó Muñifelis bonaerensis y hoy es conocido como Smilodon bonaerensis. Aunque este hallazgo fue publicado en el diario La Gaceta Mercantil pasó inadvertido, al igual que su trabajo de 1848 sobre el ñandú.
En 1847 terminó su obra Apuntes topográficos del centro de la provincia de Buenos Aires. La obra es una reseña topográfica, pero también analizaba la composición del suelo y de la geología. En su aspecto humano, estudiaba la incidencia del clima, la alimentación y el trabajo sobre las características físicas y psíquicas de los habitantes, y sobre sus enfermedades más frecuentes.

## Últimos años

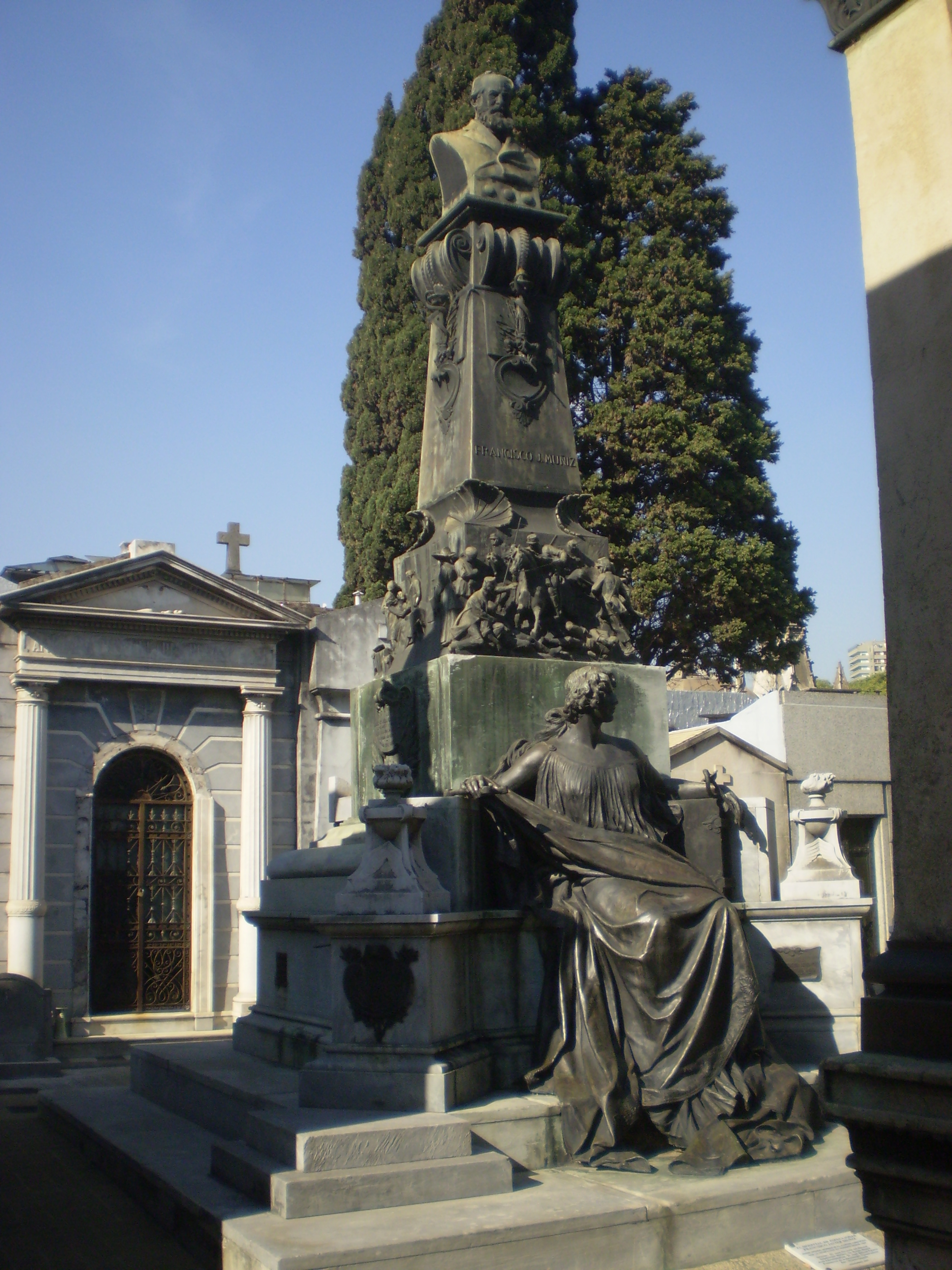
Su tumba en el Cementerio de la Recoleta.

A fines de 1848 decidió regresar definitivamente a Buenos Aires tras veinte años de trabajo en Luján. Fue el médico personal de Rosas, a quien trataba por una afección prostática, y fue nombrado conjuez del Tribunal de Medicina. En la batalla de Caseros figuró como asistente del cirujano jefe del ejército rosista, doctor Claudio Mamerto Cuenca, y se encargó del envío del material médico necesario para la asistencia de los heridos.
En 1853 fue elegido diputado del Estado de Buenos Aires, por la sección de la campaña que comprendía Luján; y, al año siguiente, senador provincial. Desde 1858 hasta 1862, fue presidente de la Facultad de Medicina de la Universidad de Buenos Aires. Prestó servicios militares como cirujano del ejército de Buenos Aires en la batalla de Cepeda, y también fue cirujano jefe de los campamentos argentinos en la Guerra del Paraguay.
En 1871, durante la epidemia de fiebre amarilla en Buenos Aires, fue uno de los médicos voluntarios para ayudar a las víctimas, pero terminó por ser él mismo una de ellas, falleciendo el 8 de abril.

## Homenajes y recordatorios
Desde 1904 el Hospital de Infecciosas de la Ciudad de Buenos Aires lleva su nombre, al igual que, desde 1893, una calle de dicha ciudad.
También la localidad de Muñiz, ubicada en el Partido de San Miguel lleva su nombre.